# Mina Lagunas Norte
Lagunas Norte es una mina de oro operada por Barrick Gold Corporation que se ubica en los Andes peruanos, en el distrito de Quiruvilca, provincia de Santiago de Chuco, en la zona norte del país y a una altura entre 3.700 y 4.200 metros sobre el nivel del mar. Dista a 140 kilómetros de la ciudad de Trujillo, capital de la Región La Libertad. 
El yacimiento a tajo abierto comenzó sus operaciones el segundo trimestre del 2005 -antes de lo programado- y significó una inversión en su construcción de US$340 millones. Sobre la base de las reservas existentes, de 8,8 millones de onzas, la vida útil esperada de la mina es de 10 años aproximadamente.
Lagunas Norte contribuye con el desarrollo social y económico de La Libertad, no solo por la creación de puestos de trabajos directos e indirectos sino también por el activo de programa de responsabilidad social que ejecuta en el marco de su compromiso por el desarrollo de las comunidades vecinas. Asimismo, sus altos estándares de seguridad, cuidado del medio ambiente y empleo de tecnología de última generación la han convertido en la mina aurífera más moderna del país.[cita requerida]

## Alto Chicama
El proyecto aurífero Alto Chicama,  desarrollado por la empresa canadiense "Barrick Gold", fue premiado como el más importante proyecto minero del año 2003 en la conferencia "Minas y Finanzas" celebrado en Londres, los días 2 y 3 de diciembre, con el auspicio de la revista minera "Mining Journal".[cita requerida]
El jurado tomó en cuenta que el referido proyecto minero, ubicado en el norte del Perú, es el mayor descubrimiento aurífero de la década, con reservas de 7.2 millones de onzas y una producción estimada de 540,000 onzas, que empezó en el año 2005.
La conferencia también seleccionó al Perú entre los seis países con mejor desempeño en el sector minero durante el período 2002-2003.